# Севрук, Юрий Григорьевич
Юрий Григорьевич Севрук (укр. Юрій Григорович Севрук; род. 21 января 1974, Житомир) — украинский юрист. и. о. Генерального прокурора Украины (3 апреля 2016 — 12 мая 2016). Государственный советник юстиции 3-го класса.

## Биография
После окончания в 1991 году средней школы номер 8 в Житомире работал столяром производственного объединения «Житомирдерев».
В 1992 году поступил в Национальную юридическую академию Украины имени Ярослава Мудрого, которую закончил в 1997 году. Трудовую деятельность в органах прокуратуры начал стажёром прокуратуры Коростеня Житомирской области.
- С мая 1997 по февраль 1998 года — стажёр на должности старшего следователя прокуратуры Житомира.
- С февраля 1998 по июль 1999 года — старший следователь прокуратуры Житомира.
- С июля 1999 по ноябрь 2001 года — старший следователь прокуратуры Житомирской области.
- С ноября 2001 по октябрь 2002 года — заместитель Новоград-Волынского межрайонного прокурора Житомирской области.
- 3 апреля 2016 года Генеральный прокурор Украины Виктор Шокин, был уволен указом президента  Петра Порошенко, Юрий Севрук был назначен на должность исполняющий обязанности Генерального прокурора Украины. Данную должность он занимал до 12 мая 2016 года когда был назначен, новый Генеральный прокурор Украины Юрий Луценко.
- 30 мая 2016 года Генеральный прокурор Украины Юрий Луценко попросил написать заявления об увольнении заместителя генпрокурора Юрия Севрука.
- 3 июня 2016 года первый заместитель генерального прокурора Украины Юрий Севрук подал в отставку.